# Reprezentacja Turcji w piłce wodnej mężczyzn
Reprezentacja Turcji w piłce wodnej mężczyzn – zespół, biorący udział w imieniu Turcji w meczach i sportowych imprezach międzynarodowych w piłce wodnej, powoływany przez selekcjonera, w którym mogą występować wyłącznie zawodnicy posiadający obywatelstwo tureckie. Za jej funkcjonowanie odpowiedzialny jest Turecki Związek Piłki Wodnej (TSF), który jest członkiem Międzynarodowej Federacji Pływackiej.

## Historia
W 1966 reprezentacja Turcji rozegrała swój pierwszy oficjalny mecz w Mistrzostwach Europy.

## Udział w turniejach międzynarodowych

### Igrzyska olimpijskie
Reprezentacja Turcji żadnego razu nie występowała na Igrzyskach Olimpijskich.

### Mistrzostwa świata
Dotychczas reprezentacji Turcji żadnego razu nie udało się awansować do finałów MŚ.

### Puchar świata
Turcja żadnego razu nie uczestniczyła w finałach Pucharu świata.

### Mistrzostwa Europy
Tureckiej drużynie 6 razy udało się zakwalifikować do finałów ME. W 2010 osiągnęła najwyższe 10. miejsce.